# Brigitte Friang
Brigitte Friang (geboren 23. Januar 1924; gestorben 6. März 2011) war eine französische Journalistin, Autorin und Widerstandskämpferin gegen die Nationalsozialisten in Frankreich. Nach ihrer Verhaftung durch die Gestapo wurde sie schwer verletzt, gefoltert und in das Konzentrationslager Ravensbrück deportiert, wo sie einen Todesmarsch überlebte. Nach dem Krieg arbeitete sie als Kriegsberichterstatterin und Fallschirmspringerin, unter anderem im Indochinakrieg, Suez-Krieg, Sechstagekrieg und Vietnamkrieg. Sie veröffentlichte mehrere, auch preisgekrönte Bücher über ihre Erlebnisse und erhielt zahlreiche militärische und zivile Auszeichnungen, darunter die Médaille de la Résistance, die Ehrenlegion (Großoffizier) und den Ordre national du Mérite (Großoffizier).

## Widerstand gegen die Nationalsozialisten
Brigitte Friang entstammte einer patriotisch geprägten Familie; ihr Vater war Veteran des Ersten Weltkriegs. Zu Beginn des Zweiten Weltkriegs begann sie ein Medizinstudium in Paris. Um ihren Bruder zu schützen, der gerade das Einberufungsalter erreicht hatte, flüchtete die gesamte Familie nach Angers. Ihr Bruder schloss sich der Bewegung um Charles de Gaulle an, wechselte jedoch später in das Lager von Philippe Pétain.
Mit etwa 19 Jahren wollte Friang eigentlich in England eine Fallschirmjäger-Ausbildung absolvieren, engagierte sich dann aber in spontanen Aktionen gegen die deutschen Besatzer, etwa beim Versuch, deutschen Soldaten in Zügen und der Metro Waffen zu stehlen – Aktionen, die sie später als „idiotisch, grotesk und sehr gefährlich“ bezeichnete.
Bald darauf schloss sie sich der organisierten Résistance an. Als Agentin entschlüsselte sie Funktelegramme, versorgte das Widerstandsnetzwerk mit Informationen und brachte Kämpfende in sichere Unterkünfte. Unter dem Tarnnamen „Galilée II“ arbeitete sie ab August 1943 in einem Geheimdienst-Netzwerk des Freien Frankreichs, wo sie unter anderem für das Auskundschaften geheimer Landeplätze für Fallschirmjäger und den Transport von Funkgeräten zuständig war – Tätigkeiten, bei denen Frauen weniger häufig kontrolliert wurden als Männer.
Im März 1944 wurde Friang bei einer geheimen Aktion verraten, von der Gestapo verhaftet und beim Fluchtversuch angeschossen und schwer verletzt. Anschließend wurde sie im Gefängnis Fresnes schwer gefoltert, ohne die Résistance zu verraten. Danach deportierte man sie das KZ Ravensbrück, wo sie erneut Misshandlungen erlebte. Im April 1945 überstand sie einen Todesmarsch nach Dachau, bei dem nur 200 von rund 1.700 Frauen überlebten.

## Tätigkeit als Kriegsreporterin
Nach dem Krieg wurde Brigitte Friang befreit und kehrte nach Paris zurück. Von 1947 bis 1957 arbeitete sie als Pressesprecherin für den Schriftsteller und Politiker André Malraux bei der Partei Rassemblement du peuple français (RPF). Anschließend war sie als freie Journalistin tätig.
1953 wurde Fraing als Kriegsberichterstatterin in den Indochinakrieg entsandt, wo sie eine Fallschirmspringer-Ausbildung erhielt. In Indochina sprang sie mehrfach mit französischen Fallschirmjägereinheiten ab, unter anderem mit dem 6. kolonialen Fallschirmjägerbataillon von Oberstleutnant Bigeard in Tu-Le, und begleitete das Bataillon beim Rückzug zu den französischen Linien. Sie nahm an weiteren Luftlandeoperationen teil, zum Beispiel während der Operation Castor und der Sueskrise. Auch im Sechstagekrieg und im Vietnamkrieg war sie als Kriegsreporterin im Einsatz, teils erneut an der Seite von Fallschirmjägern.
Nach ihrer Rückkehr nach Paris arbeitete Friang bis zu ihrer Pensionierung als Schriftstellerin und Journalistin. Sie veröffentlichte mehrere Bücher über ihre Erlebnisse, die mehrfach ausgezeichnet wurden.
Birgitte Friang starb am 6. März 2011 im Alter von 87 Jahren.

## Auszeichnungen
Wegen ihrer Verdienste im Widerstand gegen die deutsche Besatzung und ihrer Leistungen als Kriegsberichterstatterin wurde Brigitte Friang mit hohen militärischen Orden und weiteren Ehrungen bedacht:
- Médaille de la Résistance
- Croix de Guerre (Kriegskreuz)
- Mitglied der Ehrenlegion (Großoffizier)
- Ordre national du Mérite (Großoffizier)

Auch für ihre Bücher erhielt sie etliche Auszeichnungen. Für ihr Buch Regarde-toi qui meurs. Une Femme dans la guerre (Deutsch: Achte darauf, wer stirbt. Eine Frau im Krieg) wurde ihr der Prix Vérité und 1971 den Prix des Maisons de la press verliehen. Für ihr Buch Comme un verger avant l’hiver (Deutsch: Fallschirme und Petticoats) bekam sie 1978 den Grand prix du roman de la Société des gens de lettres de France.

## Werke
- Parachutes and Petticoats. Übersetzt von Cadel, James. London: Jarrolds. 1958.
- Les Fleurs du ciel. Paris: Robert Laffont. 1955. ISBN 978-2-221-02334-1.
- La Mousson de la liberté. Vietnam, du colonialisme au stalinisme. Paris: Plon. 1976. ISBN 978-2259001663.
- Un Autre Malraux. Paris: Plon. 1977. ISBN 978-2-259-00274-5.
- Regarde-toi qui meurs 1943–1945. Paris: France Loisirs. 1978. ISBN 978-2-7242-0382-0.
- Petit tour autour de Malraux. Paris: Félin. 2001. ISBN 978-2-86645-413-5.